# 스튜던트 t 분포
스튜던트 t 분포(Student t分布, 영어: Student’s t-distribution)는 정규 분포의 평균을 측정할 때 주로 사용되는 분포이다.

## 정의
스튜던트 t 분포는 다음 확률변수의 분포로 정의된다.
{\displaystyle {\frac {Z}{\sqrt {V/\nu }}}}
여기에서 {\displaystyle Z}는 표준정규분포, {\displaystyle V}는 자유도 {\displaystyle \nu }인 카이제곱 분포이다.
t 분포는 종모양으로서 t=0에서 좌우대칭을 이룬다. t 분포의 모양을 결정하는 것은 자유도이며, 자유도가 커질수록 표준정규분포에 가깝게 된다.:194

## 정규분포에서의 추정
어떤 정규분포의 평균이 {\displaystyle \mu }이고 분산이 {\displaystyle \sigma ^{2}}일 때, 그 분포에서 n개의 표본을 추출한 것을 {\displaystyle X_{1},\cdots ,X_{n}}라고 표기한다. 표본평균과 표본분산은 다음과 같다.
{\displaystyle {\overline {X}}={\frac {1}{n}}(X_{1}+\cdots +X_{n})}
{\displaystyle S^{\;2}={\frac {1}{n-1}}\sum _{i=1}^{n}\left(X_{i}-{\overline {X}}\right)^{2}}
이 값들은 실제 평균과 분산에 대한 불편추정값이다. 이때,
{\displaystyle V=(n-1){\frac {S^{2}}{\sigma ^{2}}}}
은 자유도가 {\displaystyle n-1}인 카이제곱 분포가 된다는 것이 Cochran 정리에 의해 알려져 있다. 또한
{\displaystyle Z=\left({\overline {X}}-\mu \right){\frac {\sqrt {n}}{\sigma }}}
는 평균이 0이고 분산이 1인 정규분포를 가지며, {\displaystyle V,Z}는 서로 독립이라는 것을 증명할 수 있다.
이때 {\displaystyle Z}에서 {\displaystyle \sigma ^{2}} 대신 {\displaystyle S^{\;2}}로 대체한 추축량(pivot quantity)은 다음과 같다.
{\displaystyle T\equiv {\frac {Z}{\sqrt {V/\nu }}}=\left({\overline {X}}-\mu \right){\frac {\sqrt {n}}{S}}}
이때 {\displaystyle T}에는 {\displaystyle \sigma ^{2}}가 사용되지 않으므로, 이 분포는 분산을 모를 때의 평균값 {\displaystyle \mu }를 추정하는 데에 사용이 가능하다. 이때 {\displaystyle T}의 분포는 자유도 n-1인 t-분포가 된다.

### 구간 추정
자유도 n-1인 t 분포 {\displaystyle T}에 대해,
{\displaystyle \Pr(-A<T<A)=0.9}
을 만족하는 실수 {\displaystyle A}는 수치적으로 계산이 가능하다. 이때,
{\displaystyle \Pr(-A<T<A)=\Pr \left(-A<{{\overline {X}}-\mu  \over S/{\sqrt {n}}}<A\right)=\Pr \left({\overline {X}}_{n}-A{S \over {\sqrt {n}}}<\mu <{\overline {X}}+A{S \over {\sqrt {n}}}\right)=0.9}
이므로, 정규분포의 평균은 90%의 신뢰도로 {\displaystyle {\overline {X}}\pm A{\frac {S}{\sqrt {n}}}} 신뢰구간에 속하게 된다.

## 역사
프리드리히 로베르트 헬메르트(독일어: Friedrich Robert Helmert)가 1875년에 도입하였다. 이듬해 야코프 뤼로트(독일어: Jacob Lüroth)도 같은 분포를 재발견하였다. 그러나 헬메르트와 뤼로트의 논문은 영문 학계에 널리 알려지지 않았다.
1908년에 윌리엄 고셋이 "스튜던트"(영어: Student, ‘학생’)라는 필명으로 1908년 재발견하였다. 고셋은 기네스 양조 공장에서 일했고, 맥주에 사용되는 보리의 질을 시험하기 위해 이 분포를 도입하였고, 경쟁사들에게 기네스의 획기적인 통계 기법을 숨기기 위해 필명을 사용하였다고 한다.:326 이후 저명한 통계학자인 로널드 피셔는 이 분포를 "스튜던트 분포"라고 불렀고, t라는 기호를 사용하였다. 피셔 이후 이 분포는 고셋의 필명을 따 "스튜던트 t 분포"로 알려지게 되었다.

## 같이 보기
- 카이제곱 분포
- F 분포
- 정규분포
- t-test
- t 테이블